# Маргита Предић-Нушић
Маргита „Гита” Предић Нушић (Приштина, 28. април 1896 — Београд, 26. фебруар 1970) била је српска ликовна уметница и делатница у култури. Ћерка је Бранислава Нушића, знаменитог српског књижевника и комедиографа.

## Биографија
Маргита Предић је рођена у Приштини 28. априла 1896. године, као Маргита Нушић, од оца Бранислава Нушића и мајке Даринке, рођене Ђорђевић. Школовала се у Војводини и Београду.

### Школовање
Студирала је вајарство и примењену уметност у Београду, Прагу и Загребу. Ратне 1915. године у Скопљу се удала за Миливоја „Миму” Предића (1885 — 1957), драмског писца и драматурга. На свадбу је са фронта, уз дозволу, дошао њен брат Страхиња Бан и након славља се одмах вратио назад.
Ускоро након тога је стигла тужна вест да је Страхиња (1896 — 1915) 12. октобра преминуо од последица тешке ране. Очајни отац, због бола за сином јединцем, неколико дана није излазио из куће, али је упркос томе организовао помоћ маси избеглица које су стално стизале у Скопље. Последњим и препуним возом, 20. октобра 1915. тужни младенци са оцем, мајком и дедом Ђорђем напуштају Скопље и стижу у Приштину.
Преживела је потом драму албанских планина, те се из Драча пребацила у Марсеј, па у Париз, где је завршила Школу примењене уметности. Након рата се вратила у Београд, где је основала своју приватну школу декоративних уметности.
Преминула је у Београду 26. фебруара 1970. године.

### Културно деловање
Пре Другог светског рата, била је један од оснивача дечијег позоришта „Повлашћено позориште за децу и омладину Рода“ или само „Родино позориште“.
Покретачка идеја за настанак тох дечијег позоришта потекла је од самог Бранислава Нушића, који је сматрао да су ''деца будућност земље, културе и позоришта, будућа образована публика и креатори културне политике земље у којој живе'', а основали су га његова ћерка Маргита Гита Предић Нушић, њен супруг Миливој-Мима Предић, драматург, Нушићева рођака Софија Вукадиновић, глумица, и њен супруг Живојин - Бата Вукадиновић, новинар „Политике”.
На „Родиним” даскама своје прве уметничке кораке направили су многи великани београдске и светске уметничке сцене, попут глумаца Властимира Власте Велисављевића, Дубравке Перић, Петра Словенског, све три сестре Улмански: Рената, Ксенија и Милана, редитељка Олга Спиридоновић, Катарина Обрадовић, примабалерина Народног позоришта, и балетски уметник светског гласа Милорад Мишковић.
Позориште је радило од 1927. до почетка рата.
Кључни догађај у њеном културном деловању након рата било је оснивање Позоришта „Бошко Буха”, које је 1950. године основала заједно са Ђуринком Марковић. 
Године 1956. поклонила је Музеју града Београда очеву заоставштину, која је садржала 492 предмета. Легат је обухватао радну собу, прибор за писање, карикатуре, књиге, документа и фотографије.
Уз костимографкињу Милицу Бабић, супругу Иве Андрића, сматра се једном од најзаслужнијих жена на пољу промоције примењене уметности код нас. Оне су припадале тада надолазећем таласу младих жена образованих у Европи које су желеле да промовишу бављење примењеном уметношћу као професијом.